# シュッピルリウマ2世
シュッピルリウマ2世（Šuppiluliuma II, 紀元前13世紀後半 - ?）は、記録に残るヒッタイト帝国の最後の大王（在位：紀元前1214年頃 - 紀元前1190年頃）。

## 事績

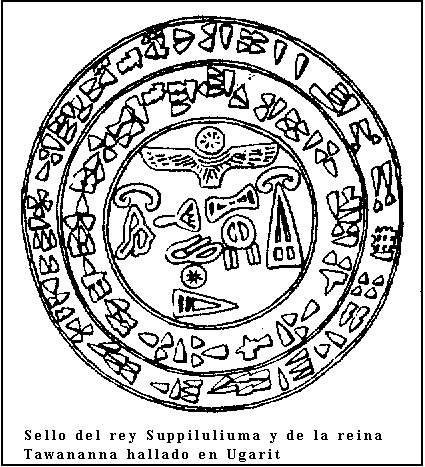
シュッピルリウマ2世の王璽

### 即位と戦争
シュッピルリウマ2世はトゥドハリヤ4世の王子で、アルヌワンダ3世の弟にあたる。兄の死を受けて王位を継いだが、周囲からその正当性に疑問がもたれたらしく、近臣に対して行わせた忠誠宣誓書の中で、兄には子がおらず自分以外に王位継承者がいなかったことを強調していることからもそれが窺える。
首都ハットゥシャから発見された彼の治世に関する粘土板文書は、いずれも治世初期に関するものである。彼は陸海でアラシア（キプロス島）を奪おうとする敵と戦い勝利を収めていたが、その敵（「海の民」？）については詳しく言及されていない。また南西・南東アナトリアでの軍事行動とその成功についても言及している。その敵の一つはヒッタイト帝国内のタルフンタッシャであり、その支配者はおそらく彼のいとこおじにあたる副王クルンタであった。一方彼が東方で軍事行動を行ったかは明らかではないが、多正面戦争は避けていたと考えるのが妥当であろう。彼の残した文字史料には、ヒッタイト帝国の滅亡を予見していたような文言はみあたらない。ハットゥシャや隣接するヤズルカヤでも彼は盛んに建築活動をしており、ヤズルカヤに亡き父を顕彰する施設を作り、また帝都を宗教都市として大改造する構想を持っていたことが窺えるという。

### 危機
このような華々しい軍事行動の記録とは裏腹に、他の遺跡、とりわけヒッタイト帝国の属国だったシリアのウガリットの遺跡で発見された粘土板文書は別の状況を示している。それによればアナトリアでは飢饉が頻発していたという。エジプトのファラオ・メルエンプタハ（在位：紀元前1212年‐1203年）は、ヒッタイト帝国に対する食糧援助について言及している。時期は不明だが、ウガリット文書にはヒッタイトの大王からウガリット王に対して食料を積んだ船を送るよう指令したものもあり、その締めくくりにある「生死にかかわる」という文言に、その切迫振りが窺える。ハットゥシャの遺跡では近年巨大な地下式穀物サイロが多数発見されており、穀物確保は帝国維持の重要な問題だった。
紀元前1194年から1190年の間にそのウガリットは破壊された。またその直前にキプロスも失われている。キプロスの支配者はウガリットの若き王ハンムラピ2世に対し、迫る攻撃を警告する文書を送っていた。その警告も無駄になった。なぜならシュッピルリウマの勅命で、ウガリットを守るべきその艦隊がアナトリア南岸での軍事行動に投入されたためである。またウガリットの歩兵も、ルッカ（南西アナトリアのリュキア地方か）で厳しい戦いを行っていたシュッピルリウマの命により、ヒッタイト本国に移動させられていたのである。これらを記した文書はすべてウガリット市内の窯の中から発見されている。つまり焼き固めが未完成なまま、ウガリット市の滅亡を迎えたことを示している。これらの記録は、ヒッタイト帝国がシリア、キプロス、そしておそらくキリキア地方さえ失い、シュッピルリウマが多正面戦争を強いられていたことを示している。以前は陸軍派遣の軍役を免除されていたウガリットの陸軍がハットゥシャに送られたということは、事態が急であったことを如実に示している。

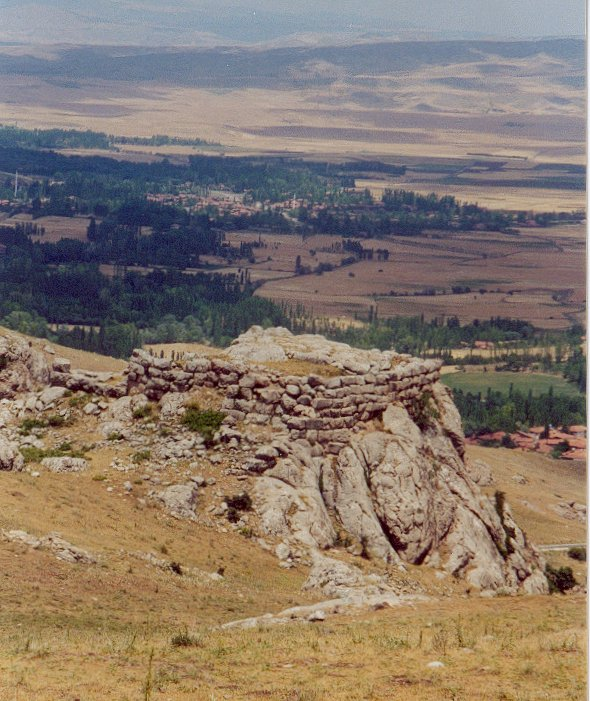
ボアズカレに残るヒッタイトの遺跡

### 滅亡
その後シュッピルリウマがどのくらい王位にあったのか、また帝国がどのように滅亡したかについての明確な史料はない。おそらく数年後に主要な都市はほとんど破壊されるか放棄されたとみられる。従来ハットゥシャでも「大火災があった」と言われていたが、実際に遺跡を検分すると、火災の範囲は王宮などごく狭い範囲に限られており、「下の町」にある住居地区などに火災の痕跡は見られない。このため発掘を担当する考古学者は、ハットゥシャが敵による攻撃で大炎上して陥落したという従来の説明に疑問を呈しており、住民が自発的に放棄して町を去ったと考えるほうが自然であるという。このことから、外敵の侵入よりもむしろ内乱や住民の蜂起が帝国滅亡の直接の原因であるとする説が強くなってきている。
このような状況の中で、シュッピルリウマがどのような運命を辿ったかは明らかではない。いずれにせよ彼の銘を持つ印章が、この都で発見された最後の大王の印章であることは間違いなく、彼がヒッタイト帝国最後の大王であったことは揺るがない。彼が着手した建設事業もほとんどが中途のままで終わり、発掘されるまで日の目を見ることはなかった。
なおタルフンタッシャやカルケミシュといったヒッタイト帝国の属国はその後も存続しており、ハットゥシャの大王が滅亡した後、カルケミシュ副王クジ・テシュプやタルフンタッシャ副王ハルタプは「ヒッタイトの大王」の称号を僭称している。しかしいずれにせよ小国であり、実質的にシュッピルリウマを最後にヒッタイト「帝国」は滅亡したのである。